# جب الأبيض (حلب)
جب الأبيض  قرية سوريّة تتبع إداريّاً لمحافظة حلب منطقة جبل سمعان ناحية تل الضمان، بلغ تعداد سكانها 216 نسمة حسب التعداد السكاني لعام 2004.